# Salvia eriocalyx
Salvia eriocalyx là một loài thực vật có hoa trong họ Hoa môi. Loài này được Bertero ex Roem. & Schult. miêu tả khoa học đầu tiên năm 1817.